# Оксигеназы
Оксигеназы — ферменты, катализирующие реакции присоединения одного (монооксигеназы) либо двух (диоксигеназы) атомов кислорода к молекуле субстрата, источником кислорода в этом случае является молекулярный кислород; являются подклассом класса оксидоредуктаз.
В большинстве случаев субстратом оксигеназ являются органические соединения, однако существуют и оксидазы, катализирующие присоединение кислорода к неорганическим субстратам, например, хлорит-O2-лиаза КФ 1.13.11.49 хлорат- и перхлоратредуцирующих бактерий, катализирующая реакцию прямого окисления хлорид-иона молекулярным кислородом:
Cl- + O2 {\displaystyle \to } ClO2-
или серадиоксигеназа КФ 1.13.11.18 серобактерий рода Thiobacillus, катализирующая окисление серы до сульфита, в этом случае реакция идет в две стадии с участием глутатиона и субстратом серадиоксигеназы является органический субстрат - продукт присоединения серы к глутатиону:
Глутатион + S {\displaystyle \to } S-Сульфанилглутатион
S-Сульфанилглутатион + O2 + H2O {\displaystyle \to } Глутатион + H2SO3
Каталитический механизм оксигеназ основан на активации молекулярного кислорода ионами переходных металлов, как правило, железа, которое может входить в их состав. Один из механизмов катализа двухвалентным железом - это его окисление молекулярным кислородом до трехвалентного состояния, при этом с субстратом далее реагирует образовавшийся в этом процессе супероксидый анион-радикал; подтверждением этого механизма служит подавление оксигеназной активности «ловушками» супероксида и супероксиддисмутазой.